# Chârost
Chârost là một xã thuộc tỉnh Cher trong vùng Centre-Val de Loire miền trung Pháp.

## Xem thêm

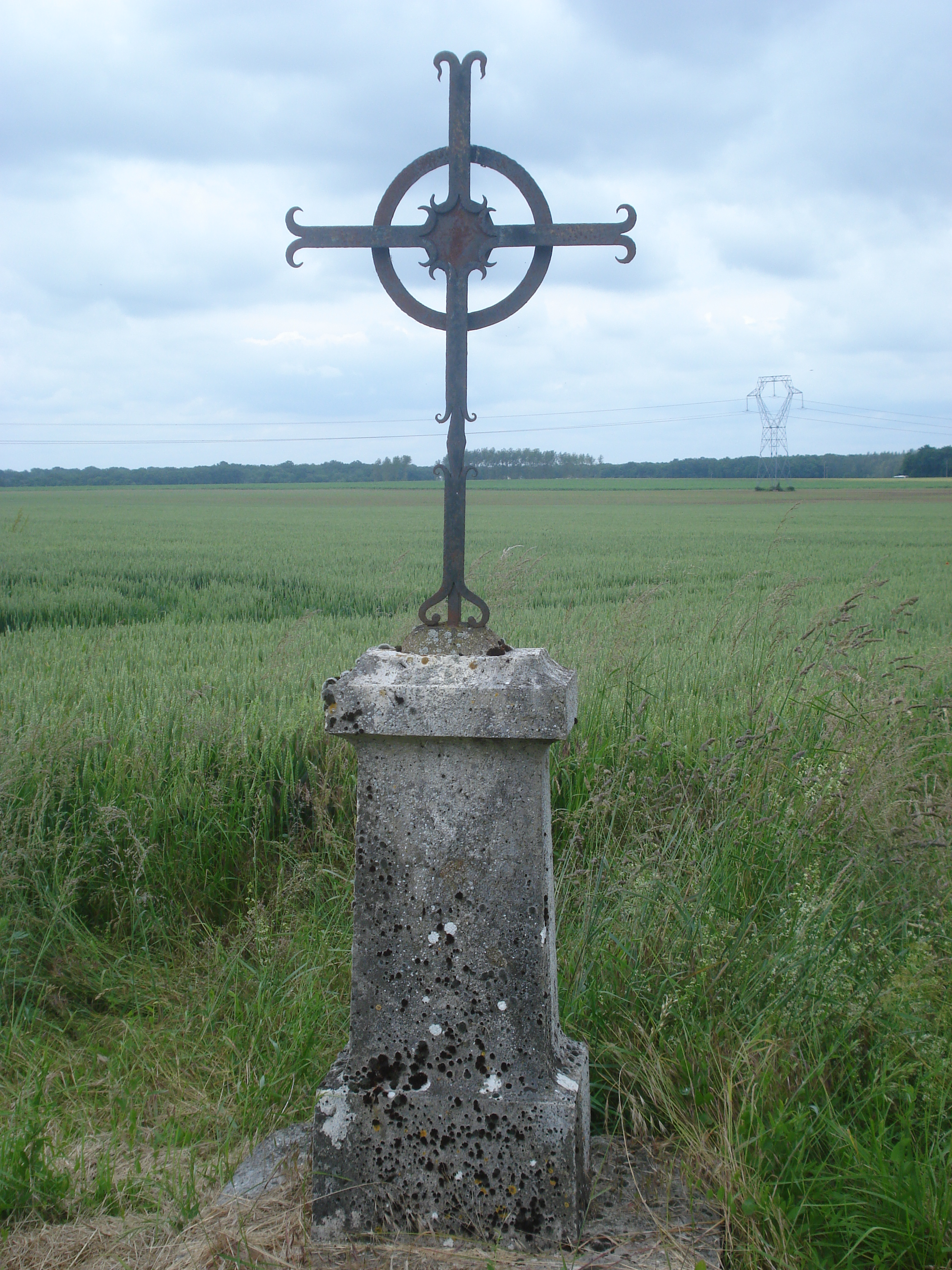
Cross on the pilgrim route

## Dân số
| 1962                                | 1968 | 1975 | 1982 | 1990 | 1999 | 2006 |
| ----------------------------------- | ---- | ---- | ---- | ---- | ---- | ---- |
| 1093                                | 1131 | 1166 | 1152 | 1134 | 1069 | 1020 |
| Từ năm 1962 Dân số không tính trùng |      |      |      |      |      |      |